# SUPER GENERATION
「SUPER GENERATION」（スーパー・ジェネレーション）は、日本の歌手・声優、水樹奈々の13枚目のシングル。2006年1月18日にキングレコードから発売された。

## 解説
- DVD『NANA CLIPS 3』と同時発売。「SUPER GENERATION」は水樹奈々が初めて作曲を手がけた曲(第一子)であり、作曲をする際に携帯電話に鼻歌を入れて楽譜に起こしてもらったという。また、FNNスーパーニュースで使用されたことがある。水樹とも親交の深いアルパ奏者上松美香の『上松美香ベスト Arco Iris〜虹〜』（2009年5月27日発売）には、ボーナストラックに「SUPER GENERATION」のアルパによるカバーバージョンが収録されている。表題曲『SUPER GENERATION』はPVが制作されており、5thアルバム『HYBRID UNIVERSE』付属のDVD、DVD『NANA CLIPS 4』に収録されている。

## 収録曲
1. SUPER GENERATION [4:55]
作詞・作曲：水樹奈々、編曲：藤田淳平（Elements Garden）
  - テレビ朝日系『やぐちひとり』エンディングテーマ
2. BRAVE PHOENIX [5:24]
作詞・作曲・編曲：上松範康（Elements Garden）
  - テレビアニメ『魔法少女リリカルなのはA's』第12話挿入歌
3. 光 [4:55]
作詞・作曲：伊東大和（POPHOLIC）、編曲：井上日徳
  - PS2ゲーム『闇夜にささやく〜探偵 相楽恭一郎〜』オープニングテーマ

## 収録作品
| 曲名             | 収録作品名                                      | 作品種類 | 発売日         | 備考                      |
| ---------------- | ----------------------------------------------- | -------- | -------------- | ------------------------- |
| SUPER GENERATION | HYBRID UNIVERSE                                 | アルバム | 2006年5月3日   | 5thオリジナルアルバム     |
| SUPER GENERATION | THE MUSEUM                                      | アルバム | 2007年2月7日   | ベスト・アルバム          |
| SUPER GENERATION | NANA MIZUKI LIVEDOM-BIRTH- AT BUDOKAN           | DVD      | 2006年6月21日  | 4thライブ・ビデオ         |
| SUPER GENERATION | NANA MIZUKI LIVE MUSEUM×UNIVERSE                | DVD      | 2007年6月6日   | 5thライブ・ビデオ         |
| SUPER GENERATION | NANA MIZUKI LIVE FORMULA at SAITAMA SUPER ARENA | DVD      | 2008年5月9日   | 6thライブ・ビデオ         |
| SUPER GENERATION | NANA MIZUKI LIVE FIGHTER -BLUE×RED SIDE-        | DVD      | 2008年12月25日 | 7thライブ・ビデオ         |
| SUPER GENERATION | NANA MIZUKI LIVE DIAMOND×FEVER                  | DVD      | 2009年12月23日 | 8thライブ・ビデオ         |
| SUPER GENERATION | NANA MIZUKI LIVE GAMES×ACADEMY                  | DVD      | 2010年12月22日 | 9thライブ・ビデオ         |
| SUPER GENERATION | NANA MIZUKI LIVE GRACE -ORCHESTRA-              | DVD      | 2011年10月5日  | 10thライブ・ビデオ        |
| SUPER GENERATION | NANA MIZUKI LIVE CASTLE×JOURNEY -QUEEN-         | DVD      | 2012年5月2日   | 11thライブ・ビデオ        |
| SUPER GENERATION | NANA MIZUKI LIVE GRACE -OPUS II-×UNION          | DVD      | 2013年5月1日   | 12thライブ・ビデオ        |
| SUPER GENERATION | NANA MIZUKI LIVE CIRCUS×CIRCUS+×WINTER FESTA    | DVD      | 2014年5月28日  | 13thライブ・ビデオ。      |
| SUPER GENERATION | NANA CLIPS 4                                    | DVD      | 2008年7月2日   | 4thミュージッククリップ集 |
| BRAVE PHOENIX    | HYBRID UNIVERSE                                 | アルバム | 2006年5月3日   | 5thオリジナルアルバム     |
| BRAVE PHOENIX    | NANA MIZUKI LIVEDOM-BIRTH- AT BUDOKAN           | DVD      | 2006年6月21日  | 4thライブ・ビデオ         |
| BRAVE PHOENIX    | NANA MIZUKI LIVE FIGHTER -RED SIDE-             | DVD      | 2008年12月25日 | 7thライブ・ビデオ         |
| BRAVE PHOENIX    | NANA MIZUKI LIVE DIAMOND×FEVER                  | DVD      | 2009年12月23日 | 8thライブ・ビデオ         |
| BRAVE PHOENIX    | NANA MIZUKI LIVE CASTLE×JOURNEY -QUEEN-         | DVD      | 2012年5月2日   | 11thライブ・ビデオ        |
| BRAVE PHOENIX    | NANA MIZUKI LIVE GRACE -OPUS II-×UNION          | DVD      | 2013年5月1日   | 12thライブ・ビデオ        |

## SUPER GENERATION -MUSEUM STYLE-
2011年3月11日14時46分に発生した東日本大震災を受けて企画された「水樹奈々 チャリティプログラム」（ニコニコ動画）でも、「SUPER GENERATION」が演奏された（3曲目）。これは、共演していた上松美香（アルパ奏者）の伴奏によるアルパアレンジver.であり、ロック調な感じの原曲とは違った感じの曲調になっている。同年11月23日に発売された『THE MUSEUM II』に収録されている「SUPER GENERATION -MUSEUM STYLE-」は、このアルパアレンジバージョンにオーケストラの演奏を加えたものをMUSEUM STYLEとして再レコーディングされたリアレンジバージョンであり、上松もレコーディングに参加している。